# オークリー・カーティス
オークリー・チェスター・カーティス（Oakley Chester Curtis、1865年3月29日 - 1924年2月22日）は、アメリカの政治家。

## 生い立ち
ポートランドで生まれた。地元の学校で学び、銀行業界に務めた。Casco Mercantile Trust Company社長、United States Trust Company 、 Merchants Trust Company理事であった。

## 政治
1901年にポートランド市会議員となり、1期で務めた。1903年にメイン州下院議員となり、1904年まで務めた。1905年にメイン州上院議員となり、1908年まで務め、1911年から1914年までポートランド市長を務めた。

## メイン州知事
1914年に民主党からメイン州知事に指名され、一般投票で勝利した。1915年1月6日から1917年1月3日まで務め、任期中、女性と子供のための労働法が改善され、Komoos Sieur・デ・モンテス国定公園が設立された。カーティスは、再選を目指すも、失敗した。

## 家族
エディス・L.ハミルトンと結婚し、5人の子供がいた。